# 山口百恵リサイタル -愛が詩にかわる時-
『山口百恵リサイタル -愛が詩にかわる時-』（やまぐちももえリサイタル　あいがうたにかわるとき）は、山口百恵の5枚目のライブ・アルバム。1979年11月21日にCBSソニーよりリリースされた。

## 概要
帯コピー：真実を歌い、そして語る ここにはまぎれもない百恵自身が立っている
百恵にとって、デビュー7年目にして初めて開催された本格的なリサイタルの音源を収録したライブ・アルバムである。当時のアイドルのリサイタルといえば、カバー曲を多数選曲した構成が主流だったが、当公演は百恵のオリジナル曲のみで構成され、しかも全20曲中シングル曲は僅か6曲で、他はオリジナル・アルバムからの選曲という、かなり意欲的なリサイタルであった。
帝国劇場での初日公演では、「横須賀ストーリー」のワンコーラス目がバラードのアレンジ（2番から通常のアレンジ）で歌われたが、翌日の公演では通常のアレンジで歌われ、このライブ盤には2日目の「横須賀ストーリー」が収録されていた。初日演奏バージョンは、2006年に発売されたライブCD-BOX『MOMOE LIVE PREMIUM』にボーナス・トラックとして収録された。
公演中、「秋桜」と「いい日旅立ち」はシングルとは全く異なるアレンジで歌われた。大阪公演では「愛の嵐」ではなく「GAME IS OVER」が歌われた。ちなみに百恵は、10月20日の大阪公演で三浦友和との交際宣言をした。

## ライブ詳細
1980年代に向かって 山口百恵リサイタル -愛が詩にかわる時-
- 構成・演出：牧野敦
- 音楽監督：川瀬泰雄
- 演奏：ザ・ムスタッシュ (MOMOE BAND)

日程
| 公演日         | 開演  | 会場             |
| -------------- | ----- | ---------------- |
| 1979年10月1日  | 14:00 | 帝国劇場         |
| 1979年10月1日  | 18:00 | 帝国劇場         |
| 1979年10月2日  | 11:00 | 帝国劇場         |
| 1979年10月2日  | 14:00 | 帝国劇場         |
| 1979年10月20日 | 15:00 | 大阪厚生年金会館 |
| 1979年10月20日 | 18:30 | 大阪厚生年金会館 |
| 1979年10月21日 | 12:00 | 大阪厚生年金会館 |
| 1979年10月21日 | 16:30 | 大阪厚生年金会館 |
| 1979年10月27日 | 15:00 | 御園座           |
| 1979年10月27日 | 18:30 | 御園座           |
| 1979年10月28日 | 12:00 | 御園座           |
| 1979年10月28日 | 16:30 | 御園座           |

## 収録曲
| #  | タイトル                         | 作詞     | 作曲       | 編曲     |
| -- | -------------------------------- | -------- | ---------- | -------- |
| 1. | 「マホガニー・モーニング」       | 阿木燿子 | 芳野藤丸   | 川口真   |
| 2. | 「ただよいの中で」               | 吉川英昭 | 来生たかお | 服部克久 |
| 3. | 「タイトスカート」               | 阿木燿子 | 宇崎竜童   | 逸見良造 |
| 4. | 「横須賀ストーリー」             | 阿木燿子 | 宇崎竜童   | 逸見良造 |
| 5. | 「横須賀サンライズ・サンセット」 | 阿木燿子 | 宇崎竜童   | 矢野立美 |

| #  | タイトル                | 作詞     | 作曲       | 編曲     |
| -- | ----------------------- | -------- | ---------- | -------- |
| 1. | 「空はこんなに青い」    | 千家和也 | 三木たかし | 川口真   |
| 2. | 「プレイバックPart2」   | 阿木燿子 | 宇崎竜童   | 服部克久 |
| 3. | 「愛の嵐」              | 阿木燿子 | 宇崎竜童   | 逸見良造 |
| 4. | 「Cry for Me」          | 横須賀恵 | 波多野純   | 逸見良造 |
| 5. | 「Dancin' in the Rain」 | 横須賀恵 | 浜田省吾   | 川口真   |

| #  | タイトル                           | 作詞       | 作曲         | 編曲     |
| -- | ---------------------------------- | ---------- | ------------ | -------- |
| 1. | 「陽炎」                           | 阿木燿子   | 宇崎竜童     | 矢野立美 |
| 2. | 「オレンジ・ブロッサム・ブルース」 | 阿木燿子   | 宇崎竜童     | 矢野立美 |
| 3. | 「Liverpool Express」              | 岡田冨美子 | ジョニー大倉 | 逸見良造 |
| 4. | 「霧雨楼」                         | 阿木燿子   | 宇崎竜童     | 矢野立美 |
| 5. | 「ヒ・ロ・イ・ン」                 | 谷村新司   | 谷村新司     | 矢野立美 |

| #  | タイトル             | 作詞       | 作曲       | 編曲     |
| -- | -------------------- | ---------- | ---------- | -------- |
| 1. | 「秋桜」             | さだまさし | さだまさし | 服部克久 |
| 2. | 「いい日旅立ち」     | 谷村新司   | 谷村新司   | 服部克久 |
| 3. | 「しなやかに歌って」 | 阿木燿子   | 宇崎竜童   | 服部克久 |
| 4. | 「夜へ…」            | 阿木燿子   | 宇崎竜童   | 川口真   |
| 5. | 「曼珠沙華」         | 阿木燿子   | 宇崎竜童   | 逸見良造 |

| #   | タイトル                                 | 作詞 | 作曲・編曲 |
| --- | ---------------------------------------- | ---- | ---------- |
| 11. | 「横須賀ストーリー」(初日演奏バージョン) |      |            |

## ミュージシャン
ザ・ムスタッシュ (MOMOE BAND)
- ドラム: 大石恒夫
- ベース: 石田良則、沢ケン、鹿島正己
- キーボード: 佐藤謙二、本多宏、松崎雄一
- サックス・フルート: 本村俊雄
- トランペット: 須藤健二、石垣三十郎
- トロンボーン: 雨宮浄
- ラテンパーカッション: 片山茂光
- コーラス: コスモス
- ギター: 青山徹
- ストリングス: 新室内楽協会
- 指揮: 山本直親

## 関連作品
- MOMOE LIVE PREMIUM